# Osmanabad (distrikt)

Distriktets läge i Maharashtra.

Osmanabad är ett distrikt i delstaten Maharashtra i västra Indien. Befolkningen uppgick till 1 486 586 invånare vid folkräkningen 2001, på en yta av 7 569 kvadratkilometer. Den administrativa huvudorten är Osmanabad. 

## Administrativ indelning
Distriktets är indelat i åtta tehsil (en kommunliknande enhet):
- Bhum
- Kalamb
- Lohara
- Osmanabad
- Paranda
- Tuljapur
- Umarga
- Washi

## Städer
Distriktets städer är Osmanabad, distriktets huvudort, samt:
- Bhum, Kalamb, Murum, Naldurg, Paranda, Tuljapur och Umarga